# Lanark (Illinois)
Lanark é uma cidade localizada no estado americano de Illinois, no Condado de Carroll.

## Demografia
Segundo o censo americano de 2000, a sua população era de 1584 habitantes.
Em 2006, foi estimada uma população de 1480, um decréscimo de 104 (-6.6%).

## Geografia
De acordo com o United States Census Bureau tem uma área de
2,7 km², dos quais 2,7 km² cobertos por terra e 0,0 km² cobertos por água. Lanark localiza-se a aproximadamente 268 m acima do nível do mar.

## Localidades na vizinhança
O diagrama seguinte representa as localidades num raio de 20 km ao redor de Lanark.